# 53
El año 53 (LIII) fue un año común comenzado en lunes del calendario juliano, en vigor en aquella fecha. 
En el Imperio romano, era conocido como el Año del consulado de Silano y Antonino (o menos frecuentemente, año 806 Ab urbe condita). La denominación 53 para este año ha sido usado desde principios del período medieval, cuando el Anno Domini se convirtió en el método prevalente en Europa para nombrar a los años.

## Acontecimientos
- En Frigia (actual Turquía) se registra un terremoto, que arrasa la ciudad de Apamea.[1]
- El emperador romano Claudio quita a Herodes Agripa II la tetrarquía de Calcis.
- Décimo Junio Silano Torcuato y Quinto Haterio Antonino ejercen el consulado.
- Claudio asegura un decreto senatorial que da jurisdicción en casos financieros de procuradores imperiales. Esto marca un fortalecimiento significativo del poder imperial a expensas del Senado.
- Nerón se casa con Claudia Octavia.
- Claudio nombra a su sobrino Nerón como su sucesor, en detrimento de Británico, el hijo que tuvo con su primera esposa, Mesalina.

## Nacimientos
- 18 de septiembre: Trajano emperador romano.